# Universidad La Salle Laguna
L'Universidad La Salle Laguna è un'università privata messicana di Gómez Palacio, Durango, Messico. Venne fondata come Instituto Superior de Ciencia y Tecnología, Asociación Civil (ISCYTAC) nel 1974.

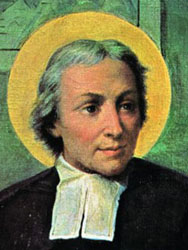
Santo Giovanni Battista de La Salle. F.S.C.

## Storia
Giovanni Battista de La Salle ha fondato la prima scuola lasalliana nell'anno 1680 e da questa data fino al 2020 il modello educativo lasalliano si è diffuso in tutto il mondo.

## Rettori
- 1974 - 1981: Héctor Cepeda Guerra
- 1981 - 1987: Ramón Ma. Nava González
- 1987 - 1996: Augusto Harry De la Peña
- 1996 - 2005: Manuel di Gesù Padilla Muñoz f.s.c.
- 2005 - 2011: Felipe Pérez Gavilán Torres f.s.c.
- 2011 - 2022  Luis Arturo Dávila de León f.s.c.
- 2022 - odierna Juan Roberto López González  f.s.c
- odierna
- Collegamenti esterni
- Sito ufficiale